# Simulium damnosum
Simulium damnosum är en tvåvingeart som beskrevs av Theobald 1903. Simulium damnosum ingår i släktet Simulium och familjen knott. Inga underarter finns listade i Catalogue of Life.